# Grupos de regiones de Italia

NUTS 1 en Italia.

Italia se divide tradicionalmente en 5 grandes áreas geopolíticas, sin relevancia administrativa y solo estadística.

## Antecedentes
Geográficamente el territorio italiano se divide en tres partes, un área continental (al norte), un área peninsular  y las islas. En el caso de las islas, pese a ser ambas (Cerdeña y Sicilia) completamente diferentes, se las tiende a agrupar por este hecho geográfico, en lo que se denomina la Italia insular.
El caso de las otras 4 grandes áreas corresponde a la situación antes de la unificación en la segunda mitad del siglo XIX. Italia meridional corresponde a la parte de la península que formaba parte del Reino de las Dos Sicilias (sin Sicilia) e Italia noroccidental corresponde los reinos de Piamonte-Cerdeña (sin la isla) y Lombardía.
La Italia nororiental corresponde al resto del área continental, al norte de los Apeninos, teniendo como centro el Véneto e incluyendo los territorios que fueron parte del Imperio austrohúngaro, por último, la Italia central corresponde aproximadamente a lo que en ese momento eran los Estados Pontificios, junto con la Toscana.

## ISTAT
El Instituto Nacional de Estadística Italiano (del italiano: Istituto Nazionale di Statistica) utiliza las siguientes divisiones (del italiano: ripartizioni) geográficas en el censo.
| Nombre (del italiano: Ripartizione)            | Regiones correspondientes                                          |
| ---------------------------------------------- | ------------------------------------------------------------------ |
| Noroccidental (del italiano: Nord Occidentale) | Liguria, Lombardía, Piamonte y Valle de Aosta                      |
| Nororiental (del italiano: Nord Orientale)     | Emilia-Romaña, Friuli-Venecia Julia, Trentino-Alto Adigio y Véneto |
| Central (del italiano: Centrale)               | Lacio, Marcas, Toscana y Umbría                                    |
| Meridional (del italiano: Meridionale)         | Abruzos, Basilicata, Calabria, Campania, Molise y Apulia           |
| Insular (del italiano: Insulare)               | Cerdeña y Sicilia                                                  |

## NUTS
NUTS es la nomenclatura estadística de Eurostat (Comisión Europea). En Italia las áreas de nivel 1 del NUTS, no corresponden a entidades administrativas, sino que se trata de subdivisiones meramente estadísticas equivalentes a las usadas por el ISTAT pero con distinto nombre y utilizadas para realizar estudios estadísticos a escala europea.
| Nombre (del italiano: Italiano)     | Código | Regiones correspondientes                                          |
| ----------------------------------- | ------ | ------------------------------------------------------------------ |
| Noroeste (del italiano: Nord-Ovest) | ITC    | Liguria, Lombardía, Piamonte y Valle de Aosta                      |
| Nordeste (del italiano: Nord-Est)   | ITD    | Emilia-Romaña, Friuli-Venecia Julia, Trentino-Alto Adigio y Véneto |
| Centro (del italiano: Centro)       | ITE    | Lacio, Marcas, Toscana y Umbría                                    |
| Sur (del italiano: Sud)             | ITF    | Abruzos, Basilicata, Calabria, Campania, Molise y Apulia           |
| Islas (del italiano: Isole)         | ITG    | Cerdeña y Sicilia                                                  |

## Otras divisiones
En otras divisiones usadas, Abruzos y Molise son parte del centro y,  en la macrorregión del Mezzogiorno, se incluye, además de la Italia meridional, también las grandes islas.